# Hồng Lĩnh Hà Tĩnh FC
Der Hồng Lĩnh Hà Tĩnh Football Club (vietnamesisch Câu lạc bộ Bóng đá Hồng Lĩnh Hà Tĩnh) ist ein vietnamesischer Fußballverein aus der Provinz Hà Tĩnh. Aktuell spielt der Verein in der höchsten Liga des Landes, der V.League 1.

## Geschichte
Der Verein wurde 2015 als Hà Nội T&T B gegründet. Der Verein bestand hauptsächlich aus jungen Spielern des Erstligisten Hà Nội FC. Ende 2018 benannte der Verein sich in Hồng Lĩnh Hà Tĩnh FC um.

## Erfolge
- V.League 2: 2019  ▲

## Stadion
Seine Heimspiele trägt der Verein im Hà Tĩnh Stadium in der Provinz Hà Tĩnh aus. Das Stadion hat ein Fassungsvermögen von 22.000 Personen.
Koordinaten: 18° 19′ 59,6″ N, 105° 54′ 27,6″ O

## Saisonplatzierung
| Saison               | Liga          | Platz                                                  | Vietnamese Cup                                         |
| Hà Nội T&T B         | Hà Nội T&T B  | Hà Nội T&T B                                           | Hà Nội T&T B                                           |
| -------------------- | ------------- | ------------------------------------------------------ | ------------------------------------------------------ |
| 2015                 | Third League  | ▲                                                      |                                                        |
| 2016                 | Second League | 3.                                                     |                                                        |
| 2017                 | Second League | 2. ▲                                                   |                                                        |
| 2018                 | V.League 2    | 2.                                                     |                                                        |
| Hồng Lĩnh Hà Tĩnh FC |               |                                                        |                                                        |
| 2019                 | V.League 2    | 1. ▲                                                   | Achtelfinale                                           |
| 2020                 | V.League 1    | 8.                                                     | Viertelfinale                                          |
| 2021                 | V.League 1    | Die Liga wurde wegen der COVID-19-Pandemie abgebrochen | Die Liga wurde wegen der COVID-19-Pandemie abgebrochen |
| 2022                 | V.League 1    | 11.                                                    | Achtelfinale                                           |
| 2023                 | V.League 1    | 8.                                                     | Viertelfinale                                          |
| 2023/24              | V.League 1    | 13.                                                    | Achtelfinale                                           |

## Trainerchronik
Stand: Oktober 2024
| Trainer           | Nation  | von            | bis            |
| ----------------- | ------- | -------------- | -------------- |
| Phạm Minh Đức     | Vietnam | 1. April 2016  | 14. April 2021 |
| Nguyen Thanh Cong | Vietnam | 15. April 2021 | heute          |